# Gottfried Wilhelm Leibniz
Gottfried Wilhelm Leibniz (1. července 1646 Lipsko – 14. listopadu 1716 Hannover, jeho jméno se někdy uvádí jako von Leibnitz) byl německý filosof, vědec, matematik a teolog píšící převážně v latině a francouzštině. Je považován za polyhistora a univerzálního génia.
Zaujímá důležité místo v dějinách filozofie a dějinách matematiky. Nezávisle na Isaacu Newtonovi objevil integrální kalkulus a jeho způsob zápisu se používá dodnes. Spolu s René Descartem a Baruchem Spinozou byl jedním ze tří největších racionalistů 17. století a předchůdců moderní logiky a analytické filosofie. Jeho filosofie se však zároveň odkazovala na scholastickou tradici, ve které logika hrála důležitou roli.
Výrazně také přispěl k rozvoji fyziky a techniky a předznamenal myšlenkové pochody, které se později projevily v biologii, medicíně, geologii, teorii pravděpodobnosti, psychologii, jazykovědě či informatice. Věnoval se i politice, právu, etice, teologii a historii.

## Život
Narodil se v Lipsku v luteránské rodině. Jeho otec byl notářem a později i profesorem morálky na Lipské univerzitě. Po otcově smrti vyrůstal od šesti let jen s matkou. Již v brzkém věku ovládal latinu a řečtinu. Od dětství studoval filozofické a teologické spisy. Četl antické filozofy (především Platóna a Aristotela) a filozofické a teologické spisy novověkých autorů (Bacon, Kepler, Galilei, Descartes a další).  
Studoval práva a filozofii na univerzitě v Lipsku pod vedením Jakuba Thomasia. V sedmnácti letech získal bakalářský titul. Jeho práce nesla název O principu individuace (De principio individuationis). Poté studoval v Jeně u profesora matematiky Eduarda Weigela. V roce 1664 mu krátce po získání magisterského titulu ve filozofii zemřela matka.  Roku 1666 napsal práci Rozprava o umění kombinatoriky (Dissertatio de arte combinatoria). Ve dvaceti letech se stal doktorem práv na univerzitě v Altdorfu, když mu v Lipsku odmítli udělit titul z důvodu nízkého věku. Na téže univerzitě odmítl nabízenou profesuru, protože se chtěl věnovat více činnostem a profesura by ho omezovala.
Nejdříve vstoupil do služby u aristokrata a diplomata, barona Johanna Christiana von Boineburg jako učitel jeho syna. Postupem času zastával funkce sekretáře, asistenta, knihovníka, právníka i poradce.  Na baronovo doporučení získal v roce 1668 místo poradce u mohučského kurfiřta, pro kterého zpracoval revizi revizi právních předpisů. Toto povolání mu umožňovalo hojně cestovat a seznamovat se s díly dalších autorů.  Až do baronovy smrti v roce 1672 pracoval hlavně ve Frankfurtu, poté byl jako diplomat vyslán do Paříže. Zůstal zde i po kurfiřtově smrti, která ukončila jeho diplomatickou misi. Seznámil se s mnoha matematiky a fyziky, jako byli Christiaan Hyugens nebo Blaise Pascal. Matematice se tam také většinu svého času věnoval. Na přelomu let 1672 a 1673 Leibniz pracoval na svém počítacím stroji s odstupňovanými válci, určeném pro základní matematické operace. Předvedl ho v Londýně a byl přijat za člena Královské společnosti. Roku 1675 se stal čestným zahraničním mimořádným členem pařížské akademie věd.
Zformuloval matematickou řadu konvergence k Ludolfovu číslu. Roku 1676 objevil diferenciální počet současně s Isaacem Newtonem. Spor o prvenství objevu trval několik let. V roce 1684 publikoval podrobnosti o diferenciálním počtu ve své práci Nova Methodus pro Maximis et Minimis, itemque Tangentibus... v časopise Acta Eruditorum, který sám založil v Lipsku o dva roky dříve. V tomto časopise Leibniz postupně publikoval svoje práce o infinitezimálním počtu. Napsal příručku, kde poprvé použil svůj zápis pro integrál funkce, který se používá dodnes. Ve stejné příručce uvádí pravidla pro výpočet derivace. Dalším velkým Leibnizovým úspěchem v matematice byl vývoj binárního systému v aritmetice. Svůj systém publikoval až v roce 1701 v článku Essay d'une nouvelle science des nombres. Pracoval také na řešení soustav lineárních rovnic. 

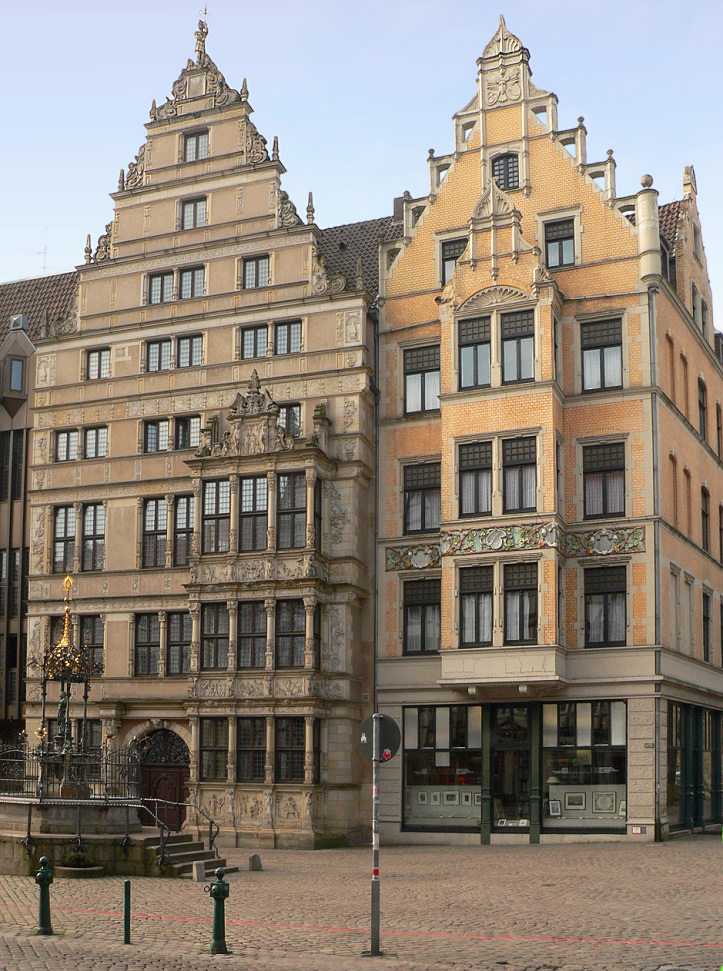
Leibnizhaus v Hannoveru, novostavba s věrně reprodukovanou fasádou (levá budova)

Od roku 1676 Leibniz působil v Hannoveru, kde vykonával funkci knihovníka u vévody Johanna Friedricha z Brunšviku-Lüneburku. Zabýval se také různými technickými návrhy pro vévodské doly v pohoří Harz, studoval geologii. Pracoval na spise o historii Země, formování planety, působení ohně a vody, vzniku nerostů a minerálů, vytváření zkamenělin atd. V roce 1692 našel kostru mamuta v lomu v Thiede (část města Salzgitteru). V této době psal další matematické a filozofické práce. Snažil se také o sjednocení křesťanských církví. Tento pokus ztroskotal kvůli nesourodosti Francie a Německa. Zabýval se také historií hannoverského vládního rodu. 
Roku 1700 se zasloužil o zřízení první německé společnosti věd v Prusku, která byla roku 1701 přejmenována na Královskou pruskou akademii věd (Königlich-Preußische Akademie der Wissenschaften). Podílel se na organizování vědeckého a kulturního života v Rusku a Rakousku.
V posledních letech zažil nepřízeň kurfiřtského dvora. V Hannoveru setrval až do roku 1716, kdy zemřel opuštěn ve svém domě (Leibnizhaus). Byl pochován v místním kostele sv. Jana. 
Celý život se věnoval psaní filozofických a matematických pojednání (především latinsky a francouzsky), publikoval mnoho článků a napsal desetitisíce dopisů.

## Leibnizova filosofie

### Monády
Základní pojem jeho filosofie je monáda. Navazuje na Reného Descarta, který soudil, že všechny přírodní jevy lze vyložit pojmy rozlehlosti a pohybu a že základem světa jsou dvě substance – materiální a duchovní. Naproti tomu tvrdí, že je pohyb něco čistě relativního, závisí pouze na stanovisku pozorovatele, které těleso se jeví v pohybu a které ne. Descartovo pojetí substancí kritizuje ještě v druhém ohledu, z hlediska kontinuity a dělitelnosti. Matematický prostor je kontinuum a je nekonečně dělitelný. Kontinuum ve smyslu matematiky je ideální představa, nemá skutečné části. Skutečná látka není totožná s pouhou rozlehlostí. Skutečnost může sestávat jen z pravých částí a ty nemohou být libovolně dělitelné. Toto pojetí hmoty je velice podobné staré teorii atomů, jak ji vytvořili atomisté.
Spojuje mechanický pojem atomu s aristotelovským pojmem entelechie, oduševňující a formující síly, a dospívá tak ke svému pojmu monády (vlastní výraz pravděpodobně má význam „jednota“, vypůjčil si ho od Giordana Bruna).

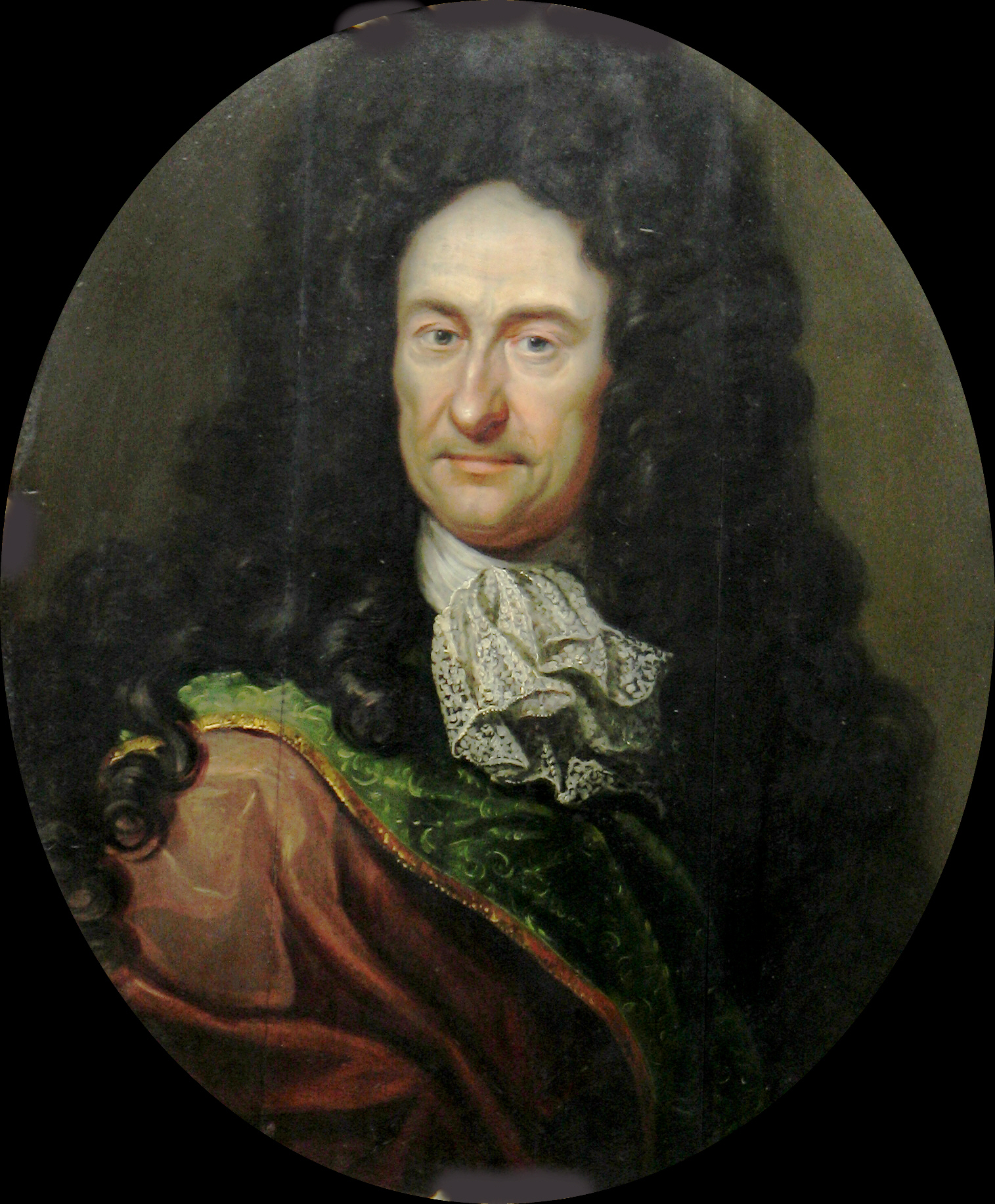
Gottfried Wilhelm von Leibniz (1700)

#### Co jsou monády?
1. Monády jsou body. To znamená, že vlastní prazáklad jsoucna jsou bodové substance. Tento základ tedy není kontinuum. Zdá se to být v rozporu se smyslovou zkušeností, látky se nám zdají jako rozlehlé kontinuum. Leibniz tvrdí, že tento smyslový dojem klame.
2. Monády jsou síly, silová centra. Těleso není nic jiného než komplex bodových silových center.
3. Monády jsou duše. Bodové monády jsou oduševnělé, ale liší se ve schopnosti představ – percepce. Nejnižší monády jsou jakoby ve stavu snu či omámení, mají jen temné, nevědomé představy. Prostřední monády mají jakési mlhavé představy, jsou schopné odlišit své představy od ostatních, ale už ne rozlišovat jednotlivé představy mezi sebou. Vyšší monády, jako je lidská duše, mají vědomí, schopnost percepce a apercepce – sebeuvědomění, reflexe apod. A nejvyšší monáda, Bůh, má nekonečné vědomí, je vševědoucí.
4. Monády jsou individua. Neexistují dvě stejné monády. Každá monáda, od té nejjednodušší k nejsložitější, má své nezaměnitelné místo, každá zrcadlí univerzum svým vlastním, jedinečným způsobem a každá je potenciálně, co do možnosti, zrcadlem univerza. Monády jsou individua také v tom smyslu, že jsou navenek uzavřeny – nemají žádná „okna“ – neovlivňují se.

### Předzjednaná harmonie
Problém předzjednané harmonie se vyskytuje i u Descarta, který uznával dvě substance (myšlení a rozprostraněnost).
Podle Leibnize je nejmenší ontologickou jednotkou monáda (viz výše). Složeniny se skládají z většího množství jednoduchých monád. Všechny dohromady tvoří harmonický celek světa, ale každá zvlášť má svůj svět představ. Navzájem se nepřeměňují, nespojují a neovlivňují. Zachovávají energii. Monády na sobě navzájem percipují. Nicméně nedochází ke komunikaci mezi nimi. Zrcadlí celý vesmír. Jak je tedy možné, že všechny fungují, tak jak mají? Tuto otázku vysvětluje nauka o předzjednané harmonii. Bůh stvořil všechny monády tak, aby jejich percepce vzájemně souhlasily a aby vše fungovalo tak, jak má. V monádách je dáno vše, co se bude dít.
Člověk je živý organismus díky tomu, že je ovládán ústřední monádou (entelechií), duší, která nemá materiální podobu. Tělo tedy podléhá působícím příčinám, kdežto duše je účelovou příčinou těla.

### Teodicea
Si Deus est, unde malum? Si non est, unde bonum? (Jestliže je Bůh, odkud je zlo? Jestliže není, odkud je dobro?)
Je přesvědčen, že Bůh stvořil náš svět jako nejlepší ze všech možných světů, plyne to přímo z představy Boha. Jak je ale potom možné, že v tomto nejdokonalejším ze všech možných světů je tolik utrpení, nedokonalosti a hříchu?

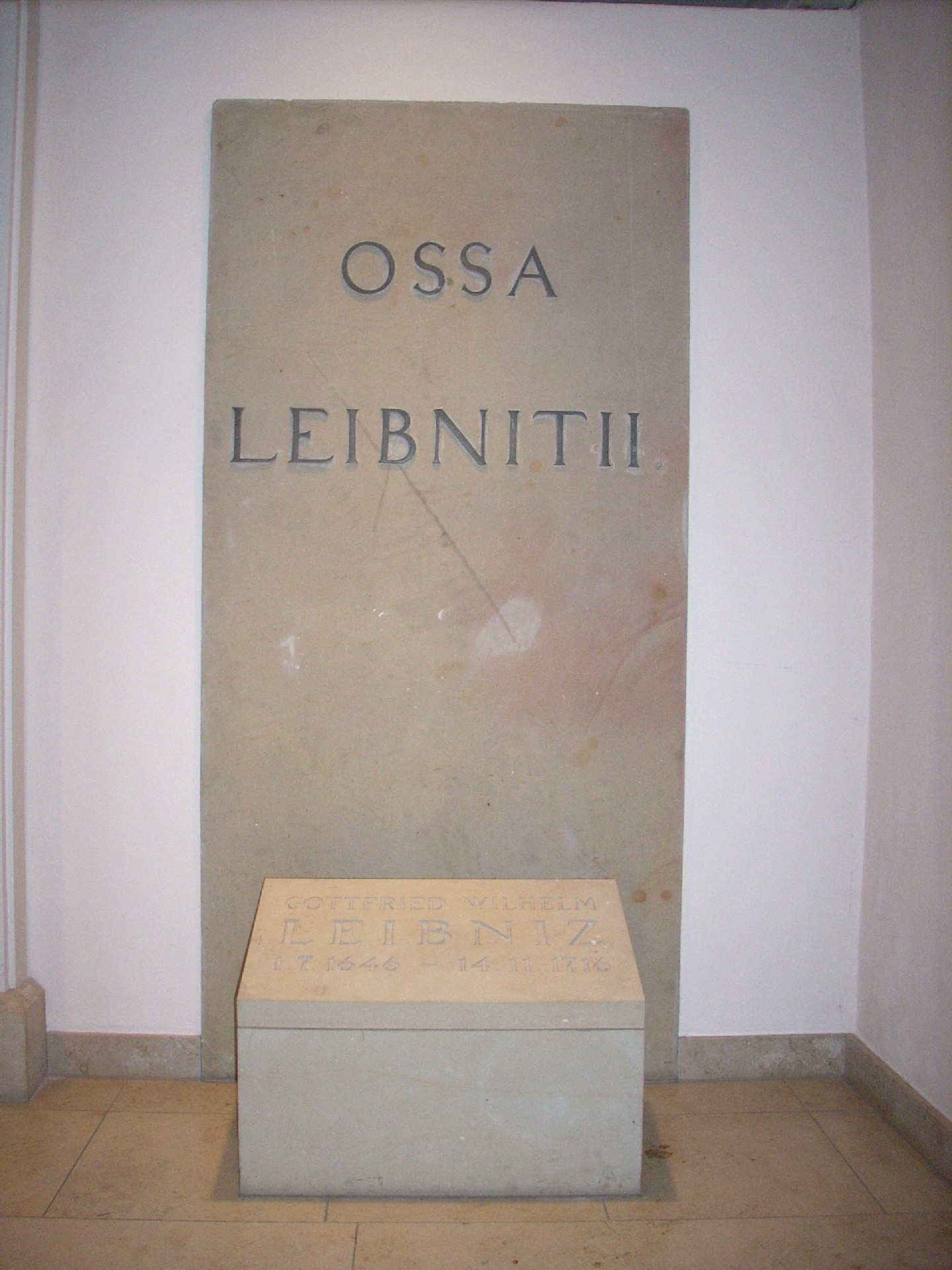
Hrob Gottfrieda Wilhelma von Leibnize v Hannoveru, (Neustädter Hof- und Stadtkirche St. Johannis)

Tuto otázku si položili již staří Sumerové a Egypťané. Později problém znovu vyvstává u Epikura. David Hume ve svém díle Dialogues Concerning Natural Religion uvádí tzv. Epikurův paradox. „Epicurus's old questions are yet unanswered. Is he willing to prevent evil, but not able? then is he impotent. Is he able, but not willing? then is he malevolent. Is he both able and willing? whence then is evil?“ (David Hume, Dialogues Concerning Natural Religion. 1779) Volně lze tento paradox přeložit takto: „Epikurovy otázky jsou stále nezodpovězeny. Chce (Bůh) předejít zlu, ale nemůže? Potom je bezmocný. Je schopen, ale nechce? Potom je zlovolný. Je schopen a chce? Odkud se tedy bere zlo?“
Tuto otázku hlouběji rozpracoval až on sám, kdy rozlišuje tři druhy zla: „Zlo lze chápat metafyzicky, fyzicky a morálně. Metafyzické zlo záleží v pouhé nedokonalosti, fyzické zlo v utrpení a morální zlo v hříchu. Fyzické zlo a morální zlo sice není nutné, stačí však, že je na základě věčných pravd možné.“ (Leibniz: Theodicea, 1. část, 21.)
Fyzické zlo (bolest) pochází ze zla metafyzického. Lidé jsou stvořené bytosti, tedy nedokonalí (dokonalý je pouze Bůh). Jejich pocity jsou tedy též nedokonalé. To platí i pro zlo morální. Nedokonalá bytost chybuje a hřeší.

### Idea univerzálního kalkulu
Leibniz usiloval o převedení veškerého poznání na jednoznačné pojmy (žádná mnohoznačnost, nejasnost, vágnost) a posléze vyjádření těchto pojmů pomocí odpovídajících symbolů (characteristica universalis, neboli univerzální charakteristika, univerzální symbolická řeč). Nicméně už za svého života dospěl Leibniz k tomu, že vytvoření jednotného a jasného univerzálního systému není možné.

### Pravdy nutné a nahodilé
Leibniz rozlišoval mezi pravdami faktu (vérités de fait) a pravdami rozumu (vérités de raison). Pravdy faktu, neboli nahodilé pravdy, platí pouze v některých možných světech (předchůdci Kantových syntetických soudů nebo Hobbesova sčítání). Kdežto pravdy rozumu, neboli nutné pravdy, platí ve všech možných světech (předchůdci Kantových analytických soudů nebo Hobbesova odčítání).

### Princip identity nerozlišeného
Princip identity nerozlišeného (identitas indiscernibilium), neboli Leibnizův princip, tvrdí, že všechny metafyzické rozdíly jsou esenciální. Nemohou existovat dvě nerozlišitelné věci. Existují jen individua a všechny obecné pojmy, jak je známe, jsou pouze abstraktní. Tím Leibniz došel k tomu, že prostor a čas jsou relativní (v rozporu s Newtonem).

## Dílo (výběr)
V jeho rozsáhlém díle nacházíme celou řadu rozporů, které dokumentují, jak se vyvíjelo a měnilo myšlení tohoto všestranného a neobyčejně plodného autora.
- 1663: Disputatio De Principio Individui
- 1666: De Arte Combinatoria
- 1667: Nova methodus discendae docendaeque jurisprudentiae
- 1671: Hypothesis Physica Nova
- 1673: Confessio philosophi (Filosofovo vyznání)
- 1684: Nova methodus pro maximis et minimis
- 1686: Discours de métaphysique (Metafyzické pojednání)
- 1695: Système nouveau de la nature et de la communication des substances (Nová soustava přírody a komunikace substancí)
- 1697: De rerum orginatione radicali (O nejzažším původu věcí)
- 1703: Explication de l'Arithmétique Binaire
- 1704: Nouveaux Essais sur L'entendement humain (Nové eseje o lidském rozumu)
- 1707–1711: Scriptores rerum Brunsvicensium, 3 sv. (sbírka pramenů k velfským a dolnosaským dějinám)
- 1710: Essais de théodicée ou sur la bonté de Dieu, la liberté de l'homme et l' origine du mal (Theodicea. Teodicea neboli o boží dobrotě, lidské svobodě a původu zla)
- 1714: Principes de la Nature et de la Grâce fondés en Raison (Principy přírody a milosti založené na rozumu)
- 1714: La Monadologie (Monadologie)
- 1759 (posmrtně): Protogaea oder Abhandlung von der ersten Gestalt der Erde und den Spuren der Historie in Denkmalen der Natur

### České a slovenské překlady
- LEIBNIZ, Gottfried Wilhelm. Monadologie a jiné práce. Přel. Jindřich Husák.1. vyd. Praha: Svoboda, 1982. 175 s.
- LEIBNIZ, Gottfried Wilhelm. Nové úvahy o lidské soudnosti od auktora systému předzjednané harmonie. Přel. Věra Rychetská. Praha: Česká akademie, 1932. 40 + 526 s.
- LEIBNIZ, Gottfried Wilhelm. Theodicea: pojednání o dobrotě Boha, svobodě člověka a původu zla. Přel. Karel Šprunk. Vyd. 1. Praha: OIKOYMENH, 2004. 413 s. Knihovna novověké tradice a současnosti; sv. 41. ISBN 80-7298-094-7.
- LEIBNIZ, Gottfried Wilhelm. O reforme vied. Přel. Ján Šebestík. Bratislava: Vydavateľstvo Slovenskej akadémie vied, 1956. 140 s.